# Maple Ridge
Pour les articles homonymes, voir Maple Ridge (homonymie).
Maple Ridge est une cité (city) du Canada, dans la province de la Colombie-Britannique. La population recensée de 82 256 personnes fait de Maple Ridge la 72e municipalité la plus peuplée au Canada.

## Démographie
| 2001   | 2006   | 2011   | 2016   |
| ------ | ------ | ------ | ------ |
| 63 169 | 68 949 | 76 052 | 82 256 |

## Culture
Dans les contes de la cité, on raconte que la municipalité devait s'appeler « Maple Bridge », mais, puisqu'il n'y avait ni pont, ni érable, le projet fut annulé[réf. nécessaire].

## Transports
Maple Ridge a une gare du West Coast Express qui relie Vancouver et Mission.

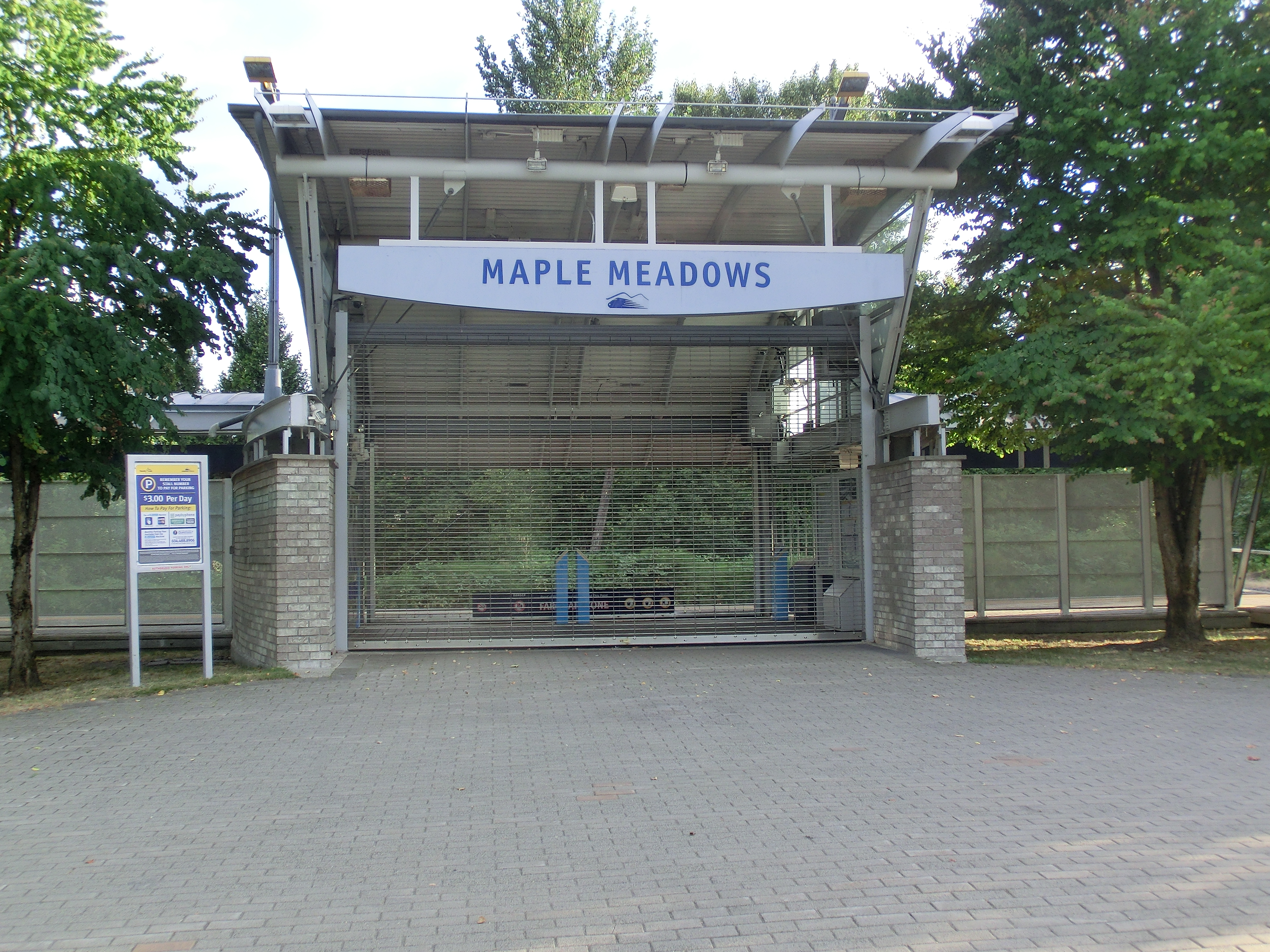
Gare de Maple Meadows